# Triphora convexa
Triphora convexa is een slakkensoort uit de familie van de Triphoridae. De wetenschappelijke naam van de soort is voor het eerst geldig gepubliceerd in 1904 door E. A. Smith.